# 멕시코 축구 연맹
멕시코 축구 연맹(스페인어: Federación Mexicana de Fútbol Asociación)은 멕시코의 축구 협회이다. 1927년에 결성되었으며, 리가 MX를 비롯한 멕시코 축구 리그 시스템을 운영하고, 산하 대표팀(남자, 여자)을 관리하고 있다.

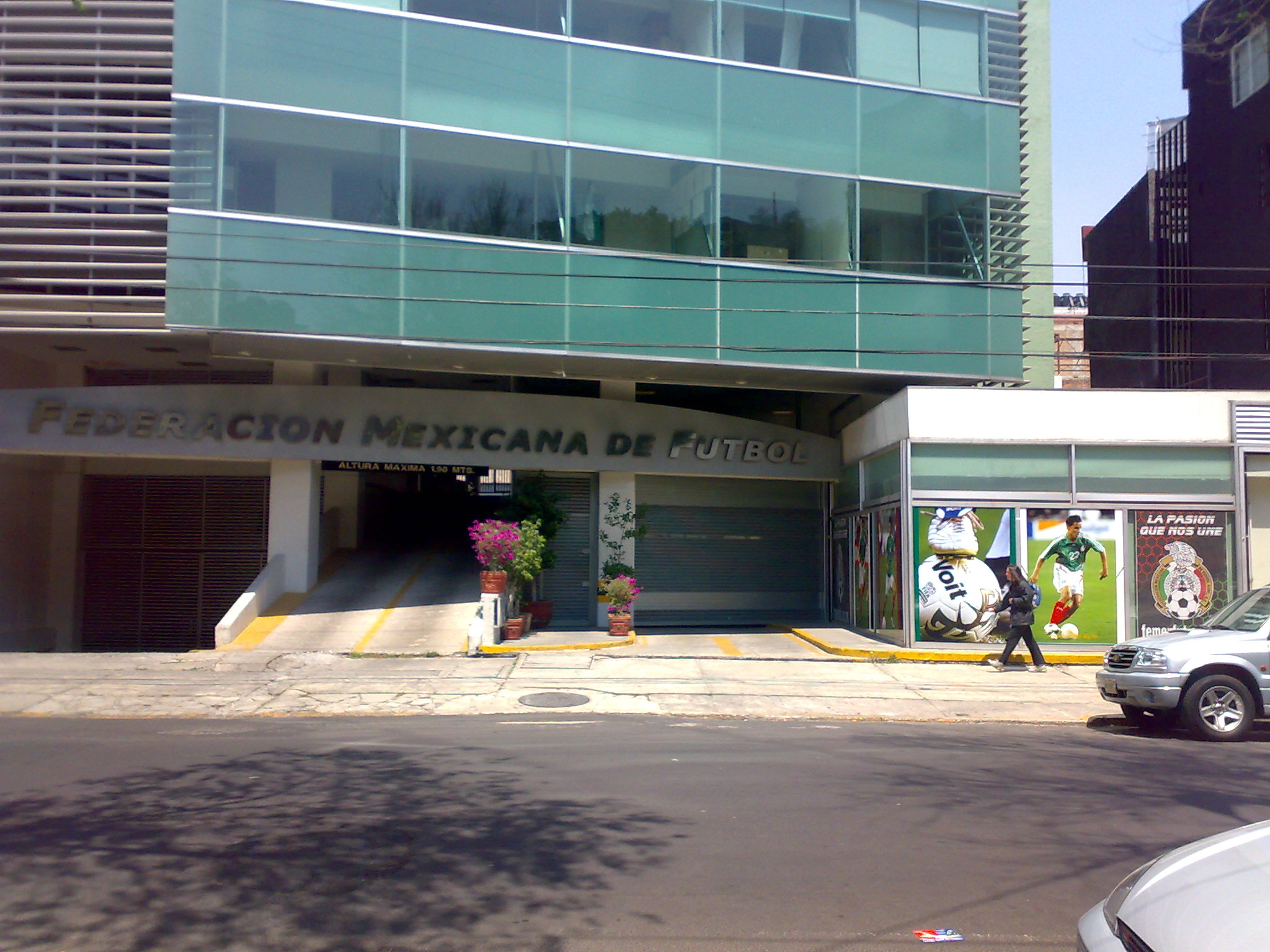

## 구조
집행 및 행정 기관은 언급된 각 부서에서 한 명씩 총 5명의 회원으로 구성도며, 4년마다 선출된다.

## 같이 보기
- 멕시코 축구 국가대표팀
- 멕시코 여자 축구 국가대표팀